# لينو تشرفار
لينو تشرفار مواليد 22 سبتمبر 1950 في جمهورية يوغوسلافيا الاشتراكية الاتحادية، هو لاعب كرة يد مقدوني معتزل أصبح مدرباً.

## الإنجازات
- بطولة يوغوسلافيا لكرة اليد : 1980-81، 1983-84
- الدوري الكرواتي لكرة اليد (7): 2000-01، 2001-02، 2004-05، 2005-06، 2006-07، 2007-08، 2008-09
- كأس أبطال الكؤوس الأوروبية لكرة اليد الوصافة (1): 2005
- الدوري المقدوني لكرة اليد (4): 2009-10، 2010-11، 2011-12، 2013-14
- دوري الجنوب الشرقي لكرة اليد الوصافة (1): 2011-12
- بطولة العالم لكرة اليد للرجال 2003 - المركز الأول
- بطولة العالم لكرة اليد للرجال 2005 - المركز الثاني
- بطولة أوروبا لكرة اليد للرجال 2008 - المركز الثاني
- بطولة العالم لكرة اليد للرجال 2009
- بطولة أوروبا لكرة اليد للرجال 2010